# Огаста (Илиноис)
Огаста (енгл. Augusta) град је у америчкој савезној држави Илиноис.

## Демографија
По попису из 2010. године број становника је 587, што је 70 (-10,7%) становника мање него 2000. године.
| Група             | 2000.       | 2010.       |
| Белци             | 650 (98,9%) | 583 (99,3%) |
| Афроамериканци    | 0 (0,0%)    | 0 (0,0%)    |
| Азијати           | 0 (0,0%)    | 0 (0,0%)    |
| Хиспаноамериканци | 5 (0,8%)    | 1 (0,2%)    |
| Укупно            | 657         | 587         |